# Shovot
Shovot (uzb. cyr.: Шовот; ros.: Шават, Szawat) – osiedle typu miejskiego w południowo-środkowym Uzbekistanie, w wilajecie chorezmijskim, nad kanałem Shovot, siedziba administracyjna tumanu Shovot. W 1989 roku liczyło ok. 19 tys. mieszkańców. Ośrodek przemysłu włókienniczego i materiałów budowlanych.